# Turgueses
La de los turgueses, turgesh, turgish o türgish (en turco antiguo: türügesh, 突騎施/突骑施; en pinyin: tūqíshī; en la transcripción Wade-Giles: t'u-ch'i-shih) fue una confederación tribal turca de los dulu; se cree que sus miembros provenían de la tribu Turuhe, que habitaba las orillas del río Tuul. Los turgueses surgieron como potencia tras la desaparición del kanato turco occidental y establecieron su propio gran kanato en el 699, que duró hasta el 766, cuando fue derrotado por los carlucos. Según Baskakov, el nombre del grupo pervivió como etnónimo en el nombre de la tribu tirgués de los altáis.

## Orígenes
Los chebishi (车鼻施) eran turcos del grupo dulu, relacionados con la tribu Qibi. Esta última se dispersó tras la derrota del jefe Gelang. En el este quedaron sometidos a un tudun (吐屯) llamado Ashina Hubo (阿史那斛勃), al que se denominó gran kan de Chebi. Según la epigrafía de Qibi Song (契苾嵩), un mercenario tiele al servicio de la dinastía Tang (730), los orígenes de la tribu Qibi estaban en las montañas Jangai, de las que luego se mudaron a las de Bogda durante el siglo VI. Sus miembros estaban emparentados con los jiepi (解批) de Gaoche, asentados al este de los fufuluo.

## Historia

### Fundación del gran kanato turgués
Antes de independizarse, a los turgueses los gobernaba un tutuk sometido al kanato turco occidental, jefe del distrito de Talas y de la ciudad de Balu, cuyo nombre simboliza algún vínculo con lo divino o celestial. El primer gran kan turgués, Wuzhile, (la transcripción china del nombre significa «sustancia negra») era el dirigente de un grupo maniqueo conocido como yüz er, «la centuria». Fundó el gran janato en el 699. En el 703, los turgueses arrebataron Suyab a los Tang. En el 706 Saqal sucedió a su padre Wuzhile. Los dos kanes ostentaron el grado eclesiástico de yuzlik, según Yuri Zuev.
Saqal atacó la ciudad de Qiuci (Kucha), en poder de los Tang, en 708 y les infligió una derrota el año siguiente. Sin embargo, un hermano menor de Saqal, Zhenu, se rebeló contra él en el 708 y obtuvo el respaldo de Qapagan, gran kan del segundo gran kanato turco. Qapaghan venció a los turgueses en 711 en la batalla de Bolchu y mató tanto a Saqal como a Zhenu. Como consecuencia de la derrota, los turgueses se retiraron a Zhetysu. En el 714 hicieron gran kan a Suluk.

### Reinado de Suluk

Mapa de Transoxiana en el siglo

En el 720 los turgueses acaudillados por Kül-chor vencieron a las fuerzas omeyas de Sa'id ibn Abdu'l-Aziz cerca de Samarcanda.
En el 722 Suluk desposó a la princesa Tang Jiaohe.
En el 724, el califa Hisham envió un gobernador nuevo a Jorasán, Muslim ibn Sa'id, con órdenes de aplastar definitivamente a los turcos. Suluk se enfrentó a este en el llamado Día de la Sed, combate en el que Muslim perdió a casi todo su ejército; volvió a Samarcanda con apenas un puñado de supervivientes. La victoria les permitió a los turgueses talar el territorio a voluntad.
En el 726, los turgueses atacaron Qiuci (Kucha). En el 727, turgueses y el tibetanos volvieron a asaltar la ciudad. En el 728 Suluk batió a las huestes omeyas cuando acudía en socorro de los rebeldes de Sogdiana y tomó Bujará. En el 731 los turgueses debelaron a los omeyas en la batalla del Desfiladero.
En el 735 acometieron la prefectura de Ting (el condado de Jimsar).
En el invierno del 737 Suluk, junto con sus aliados al-Hariz, Gurak (jefe turco-sogdiano) y los contingentes de Usrushana, Taskent y Juttal, atacó a los omeyas. Penetró en Jawzjan, pero fue vencido por el gobernador omeya Asad en la batalla de Jaristán.

### Kül-chor
Kül-chor asesinó a su pariente Suluk tras la derrota de este. El asesinato desencadenó la guerra civil entre dos grupos: los kara («negros») y los sary («amarillos). Kül-chor, amarillo, venció a su rival Tumoche, de los negros. En el 740 Kül-chor se sometió a los Tang, pero luego asesinó al enviado de la dinastía china y se rebeló en el 742. Los Tang lo vencieron y ajusticiaron en el 744. El último señor turgués se declaró vasallo del Kanato uigur, que se acababa de fundar. En el 766, los carlucos conquistaron Zhetysu y acabaron así con el gran kanato turgués.